# 永田美絵
永田 美絵（ながた みえ）は、日本のプラネタリウム解説者。コスモプラネタリウム渋谷チーフ解説員。

## 経歴
東京都品川区生まれ、神奈川県川崎市育ち。東京理科大学理学部物理学科の1年生時から東急まちだスターホールにてプラネタリウム解説に携わり、大学卒業と同時に天文博物館五島プラネタリウムの解説員に採用される。その後、東急まちだスターホール、五藤光学研究所などを経て、渋谷区五島プラネタリウム天文資料に移籍。2010年11月の開館時よりコスモプラネタリウム渋谷解説員、2017年4月より同館チーフ解説員を務める。

## 人物
キャッチフレーズは「癒しの星空解説員」。
2000年よりNHKラジオ第一『子ども科学電話相談』の「天文・宇宙」の回答者を務める。
東京新聞にコラム「星の物語」を連載中。
特殊切手の『星座』シリーズと『星の物語』シリーズのリーフレットに星空解説を執筆。
2020年4月、新型コロナウイルス禍で全国のプラネタリウム施設が休館を余儀なくされるなか、永田がビクセンの都築泰久に相談したことがきっかけで、全国のプラネタリウム解説者や天文・宇宙の関係者がTwitter上で動画のバトンをつなぐ「ソラツナギ」が立ち上がった。4月15日に発案者の永田が初投稿し、まずは明石市立天文科学館の井上毅から星つむぎの村の高橋真理子、阿智村の星兄へとバトンが渡され、その後も各地の「星や宇宙が大好きな皆さん」が登場した。72組目で井上がマネージャーを務めるブラック星博士が登場、11月19日には73組目を永田が締めくくって大団円を迎えた。
串田嘉男と村松修（元 天文博物館五島プラネタリウム解説員、コスモプラネタリウム渋谷初代主任解説員）が発見した小惑星(11528)が、永田の名前をとって Mie と名づけられている。

## 著書
- （執筆）『科学ブック(12) ちきゅうとうちゅう』（世界文化社、1994,1998） ISBN 4418938125 ISBN 4-418-98815-7
- 藤本正樹、永田美絵『四季の星座ガイド : 星の正体を探る』（新星出版社、1998） ISBN 4405106460
- 永田美絵、八板康麿（写真）、村山定男（監修）『星と宇宙のふしぎ109 : プラネタリウム解説員が答える天文のなぜ』（偕成社、2010） ISBN 9784035278900
- 永田美絵、廣瀬匠『ときめく星空図鑑』（山と溪谷社、2012） ISBN 9784635202220
- 永田美絵『星座の見つけ方と神話がわかる星空図鑑』（成美堂出版、2013） ISBN 9784415314778
- （監修）『星座のはなし : もっと夜空が好きになる魅惑の星座伝説47篇 : 星空観察ガイド&全88星座DATAつき』（宝島社、2014） ISBN 9784800227553
- 永田美絵『星は友だち！はじめよう星空観察』（NHK出版、2015） ISBN 9784140113400
- （監修）『宙(そら)ガールバイブル : 星空観察に出かけよう☆』（双葉社、2015） ISBN 9784575309744
- 永田美絵、八板康麿（写真）、高柳雄一（監修）『太陽系のふしぎ109 : プラネタリウム解説員が答える身近な宇宙のなぜ』（偕成社、2016） ISBN 9784035285106
- 永田美絵『カリスマ解説員の楽しい星空入門』（ちくま新書、2017） ISBN 9784480069719
- （日本語版監修）『Why?星と星座のふしぎ』（世界文化社、2019） ISBN 9784418198139
- （監修）『子ども科学電話相談 天文・宇宙スペシャル！』（NHK出版、2021） ISBN 978-4-14-011371-4
- 永田美絵、廣瀬匠『ときめく図鑑Pokke！ ときめく星空図鑑』（山と溪谷社、2021） ISBN 9784635049153
- 永田美絵『星座と神話大じてん』（成美堂出版、2022） ISBN 9784415331171
- （総監修）『角川の集める図鑑ＧＥＴ！ 星と星座』（KADOKAWA、2022） ISBN 9784041118511
- （監修）『小学館の図鑑NEO まどあけずかん うちゅう』（小学館、2022） ISBN 9784092174191
- （監修）永田美絵『季節をめぐる　星座のものがたり 春』[30]（汐文社、2022) ISBN 9784811329956

### 註釈
1. ↑  東急まちだスターホールのほか、サンシャインプラネタリウム[7]、ベネッセ・スター・ドーム、プラネターリアム銀河座で解説を担当した[8]。
2. ↑  天文博物館五島プラネタリウムの先輩である國司眞の推薦による[8]。
3. ↑  コスモプラネタリウム渋谷は2020年3月27日から6月8日まで休館した。